# عسكرة
العسكرة  أو الملشنة عبارة عن عملية تحول فئات المجتمع إلى وحدات العسكرية أو ميليشيات شبه عسكرية يطغى عليها الصراع والعنف. وأما السياسة العسكرية فهي الفكر الذي يعكس مستوى عسكرة الدولة، ويكون تمجيد الجيش والقوة العسكرية من صفاته.